# Lazzaro (nome)
Lazzaro  è un nome proprio di persona italiano maschile.

## Varianti
- Maschili: Eleazaro

### Varianti in altre lingue
- Albanese: Llazar
- Bulgaro: Лазар (Lazar)[2]
- Croato: Lazar[2]
- Ebraico: אֶלְעָזָר ('El'azar)[3], Eliezer
- Francese: Lazare[4]
- Greco biblico: Λάζαρος (Lazaros)[5], Ελεαζαρ (Eleazar)[3]
- Inglese: Lazarus[6]
- Latino: Lazarus[5], Eleazar[3]
- Macedone: Лазар (Lazar)[2]
- Polacco: Łazarz
- Russo: Лазарь (Lazar')[2]
- Serbo: Лазар (Lazar)[2]
- Spagnolo: Lazaro, Lázaro
- Ungherese: Lázár[7]

## Origine e diffusione
Deriva da Lazarus, forma latinizzata del greco biblico Λάζαρος (Lazaros), variante di Ελεαζαρ (Eleazar) usata nel Nuovo Testamento. Eleazar deriva dall'ebraico אֶלְעָזָר ('El'azar), che significa "Dio ha aiutato", o "colui che è assistito da Dio".
Nella Bibbia il nome Lazzaro è portato dal fratello di Marta e Maria di Betania, che venne resuscitato da Gesù, nonché dal mendicante Lazzaro, protagonista di una parabola raccontata da Gesù, da cui prendono il nome i lazzaretti; nella forma Eleazaro, venne portato da uno dei figli di Aronne. 
Il nome passò poi, nel Medioevo, ad indicare una persona povera o disagiata, specialmente in lingua spagnola; da questo discende il termine "lazzaro", con cui venivano indicati i poveri a Napoli e nel napoletano. Da questa etimologia, che attesta la grande influenza della dominazione spagnola in Italia, deriva anche la parola italiana "lazzarone" che ha una accezione un po' diversa, più vicina a quella di "mariuolo", "ladruncolo", che non semplicemente quella di "povero", "mendicante".

## Onomastico

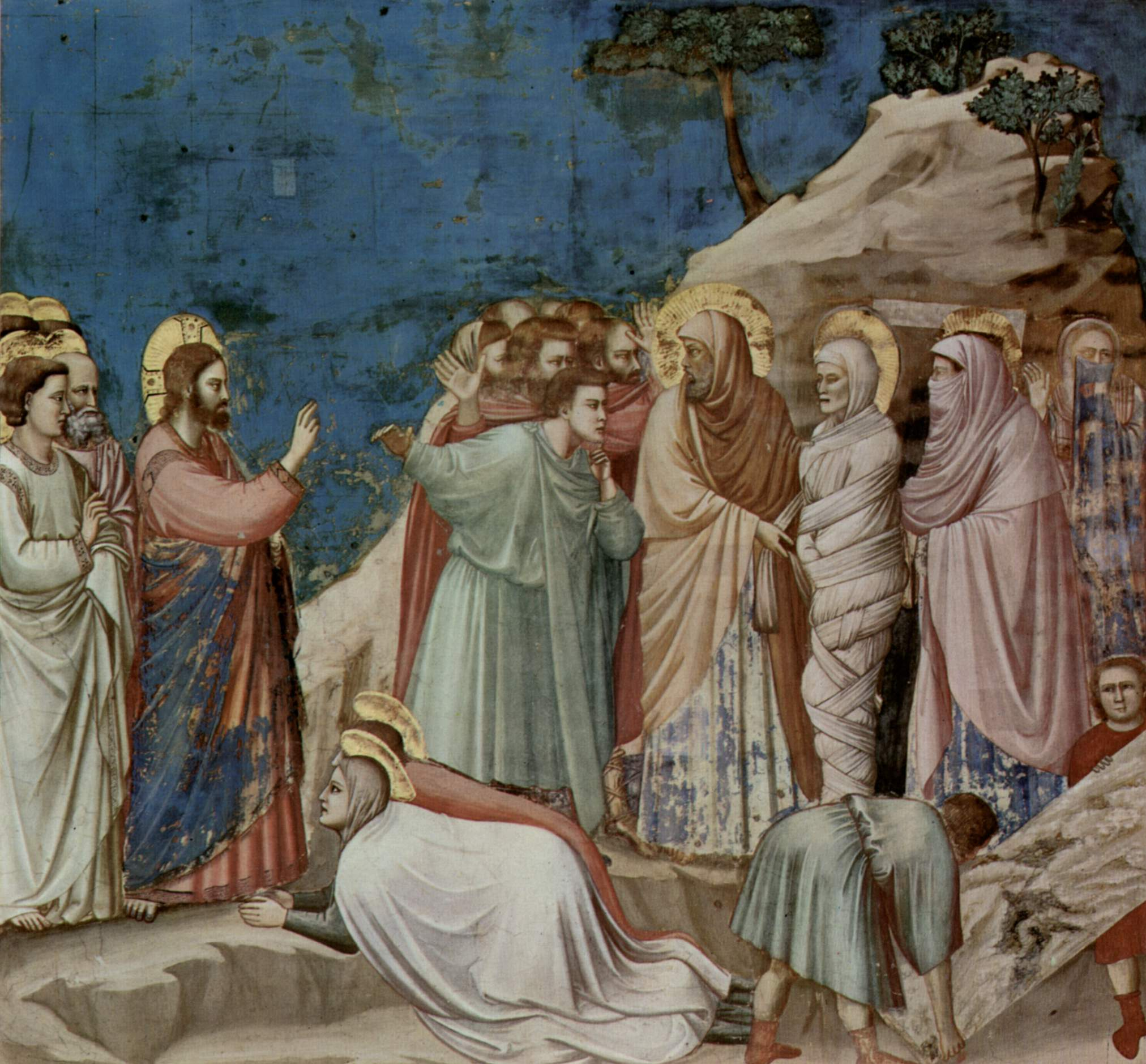
Resurrezione di Lazzaro, di Giotto

L'onomastico ricorre in genere il 29 luglio in memoria del già citato Lazzaro di Betania. Con questo nome si ricordano altri santi nei seguenti giorni:
- 13 gennaio, sant'Eleazar di Anzersk, monaco, venerato dalla Chiesa ortodossa russa.
- 14 gennaio, san Lazzaro Pillai, martire indiano
- 23 febbraio, san Lazzaro, monaco, confessore e pittore di Costantinopoli morto a Roma[9]
- 14 marzo, san Lazzaro, arcivescovo di Milano[11]
- 27 marzo, san Lazzaro, martire persiano[9]
- 12 aprile, san Lazzaro, diacono di Trieste[9]
- 15 giugno, san Stefan Lazar Hrebeljanović, principe serbo e martire, venerato dalle Chiese orientali[12]
- 21 giugno, san Lazzaro, mendicante, protagonista della parabola di Gesù Lazzaro e il ricco Epulone[13]
- 17 luglio, san Lazzaro, eremita[9]
- 10 agosto, beato Lazzaro Tiersot, presbitero e martire francese.
- 29 settembre, san Lazzaro di Kyoto, martire, venerato con altri compagni[14]
- 7 novembre, san Lazzaro il Galesiota, stilita[15]

## Persone

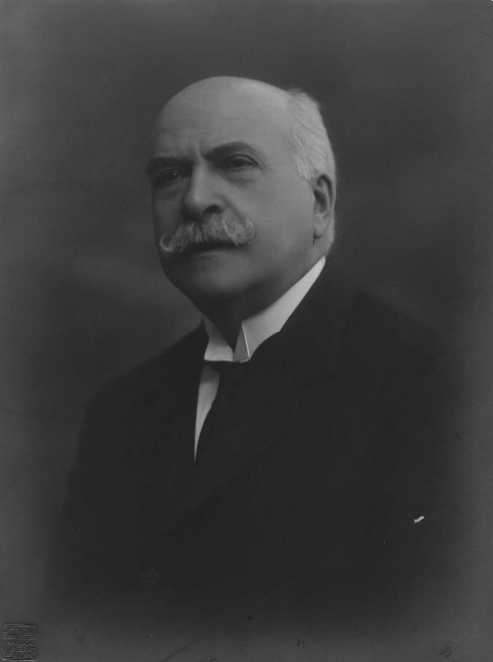
Lazzaro Donati

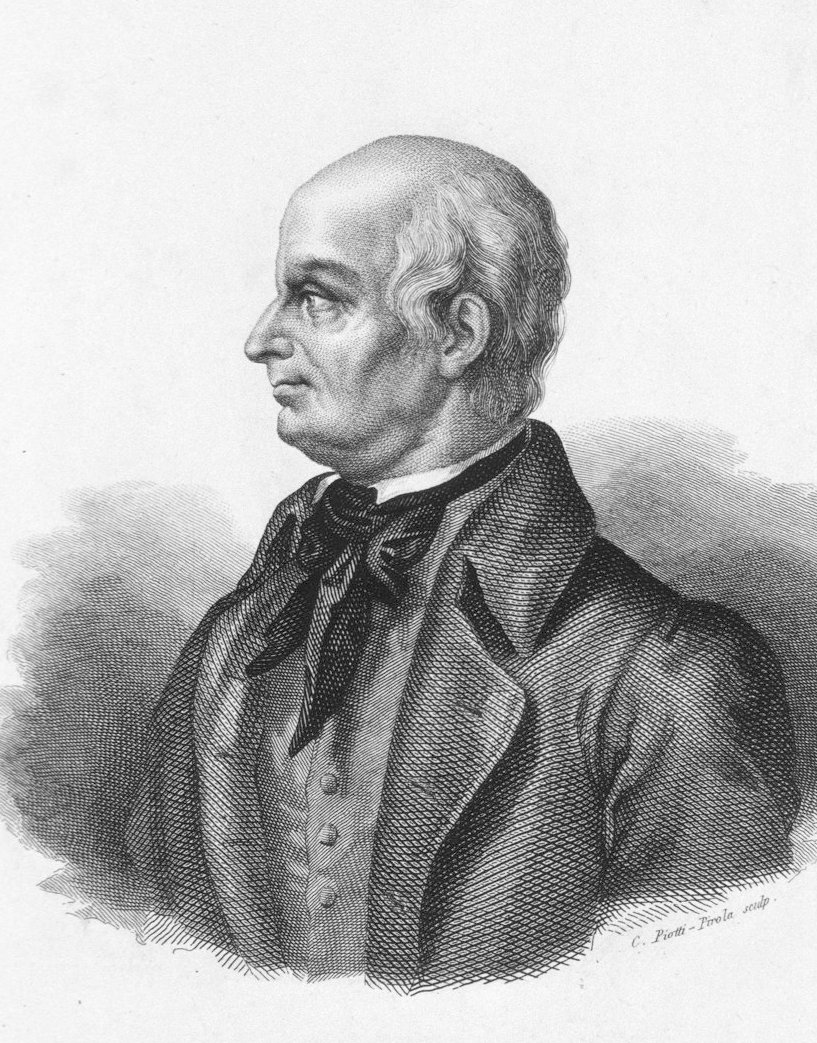
Lazzaro Spallanzani

- Lazzaro, arcivescovo e santo italiano
- Lazzaro Anticoli, pugile e antifascista italiano
- Lazzaro Baldi, pittore italiano
- Lazzaro Bastiani, pittore italiano
- Lazzaro Bonamico, umanista e scrittore italiano
- Lazzaro Maurizio De Castiglioni, militare italiano
- Lazzaro De Maestri, pittore italiano
- Lazzaro de' Soardi, tipografo italiano
- Lazzaro Donati, banchiere italiano
- Lazzaro Donati, banchiere italiano, nipote del precedente
- Lazzaro Gagliardo, politico italiano
- Lazzaro Luxardo, pittore italiano
- Lazzaro Mocenigo, ammiraglio veneziano
- Lazzaro Negrotto Cambiaso, politico italiano
- Lazzaro Opizio Pallavicini, cardinale italiano
- Lazzaro di Parp, monaco e storico armeno
- Lazzaro Papi, scrittore, storico e medico italiano
- Lazzaro Pasini, pittore italiano
- Lazzaro Ponticelli, imprenditore, militare e supercentenario italiano naturalizzato francese
- Lazzaro Spallanzani, gesuita e naturalista italiano
- Lazzaro Tavarone, pittore italiano
- Lazzaro Vasari, pittore italiano

### Variante Lazar
- Lazar Arsić, calciatore serbo

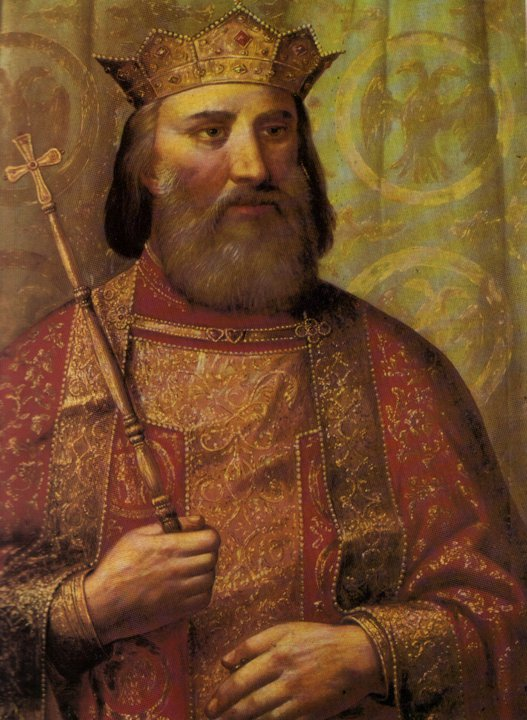
Stefan Lazar Hrebeljanović

- Lazar' Naumovič Berman, pianista russo
- Lazar II Branković, despota serbo
- Lazar Fundo, scrittore e giornalista albanese
- Lazar Hayward, cestista statunitense
- Stefan Lazar Hrebeljanović, nobile e santo serbo
- Lazar' Moiseevič Kaganovič, politico sovietico
- Lazar Marković, calciatore serbo
- Lazar' Markovič Lisickij, vero nome di El Lissitzky, pittore, fotografo, tipografo, architetto e grafico russo
- Lazăr Sfera, calciatore romeno
- Lazar Tasić, calciatore jugoslavo

### Variante Lázaro
- Lázaro Borges, atleta cubano
- Lázaro Borrell, cestista cubano
- Lázaro Bruzón, scacchista cubano

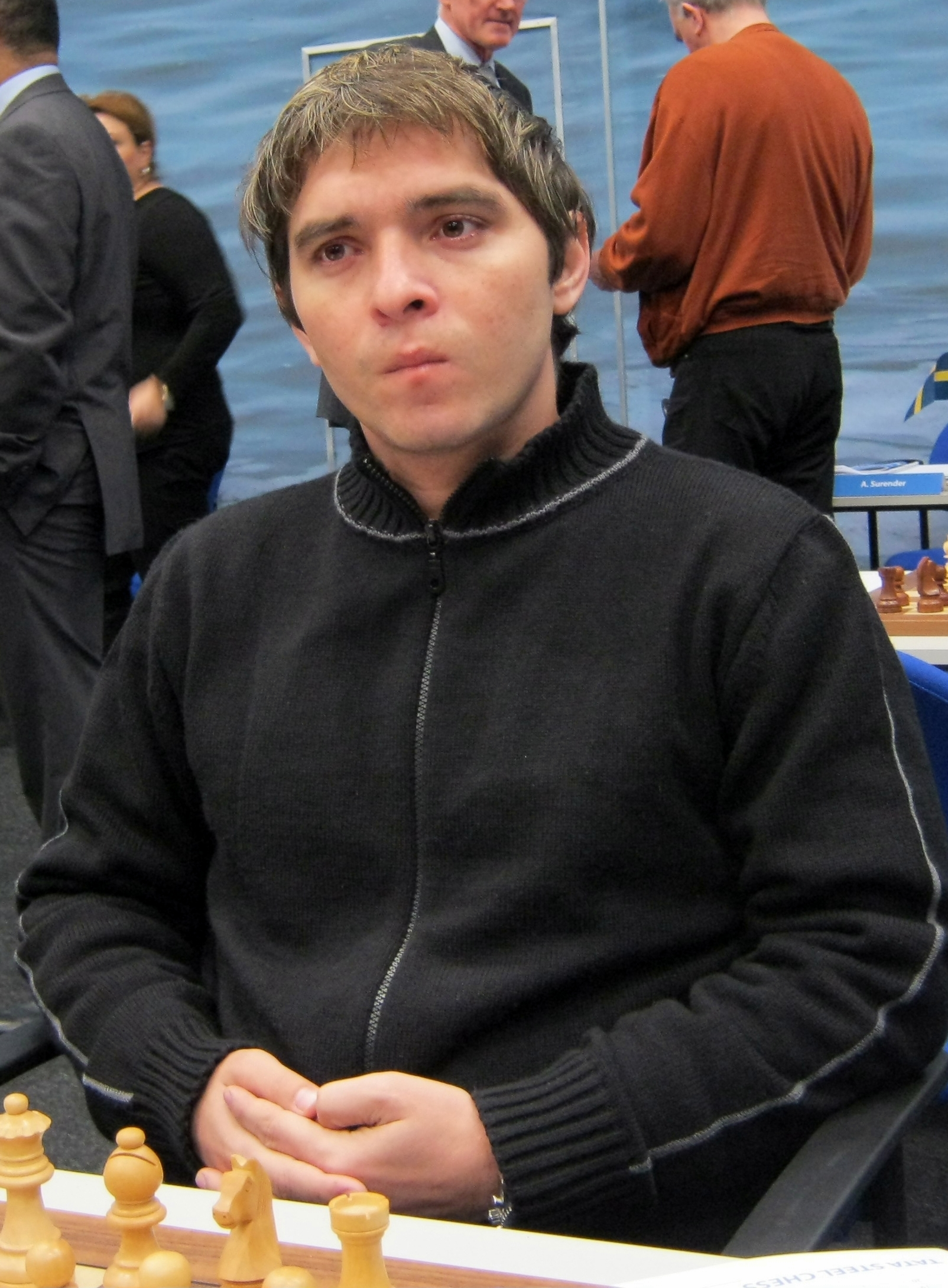
Lázaro Bruzón

- Lázaro Cárdenas del Río, politico e militare messicano
- Lázaro Castro, schermidore cubano

### Variante Lazare

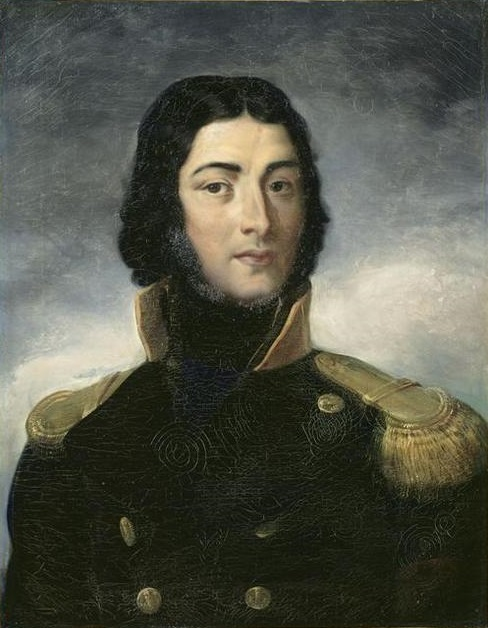
Lazare Hoche

- Lazare Carnot, generale, matematico, fisico e politico francese
- Lazare de Baïf, umanista e religioso francese
- Lazare Gianessi, calciatore francese
- Lazare Hoche, generale francese
- Lazare Lévy, pianista e compositore francese

### Variante Eleazar
- Eleazar di Anzersk, monaco e santo russo
- Eleazar Gómez, attore e cantante messicano
- Eleazar López Contreras, politico venezuelano
- Eleazar Wheelock, pastore protestante, educatore e filantropo statunitense

### Variante Eliezer
- Eliezer ben Jacob I, rabbino ebreo

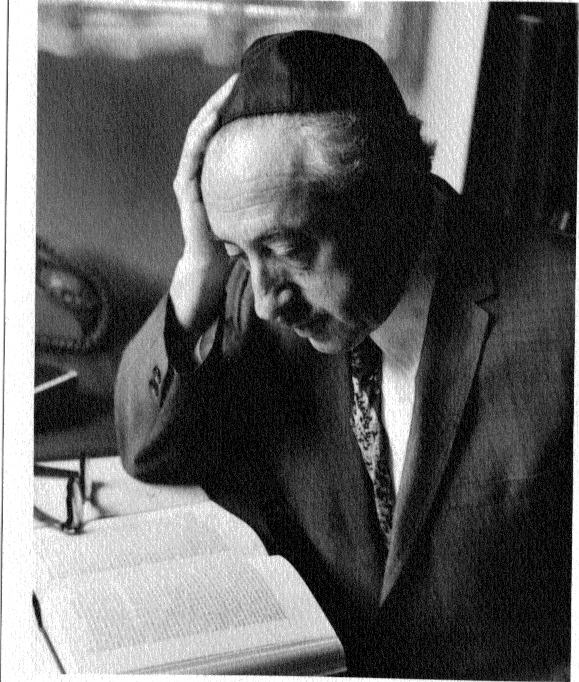
Eliezer Berkovits

- Eliezer ben Jacob II, rabbino ebreo
- Eliezer ben Jose, rabbino ebreo
- Eliezer Ben Yehuda, giornalista russo
- Eliezer Berkovits, rabbino, teologo ed educatore rumeno
- Eliezer di Verona, rabbino italiano

### Altre varianti

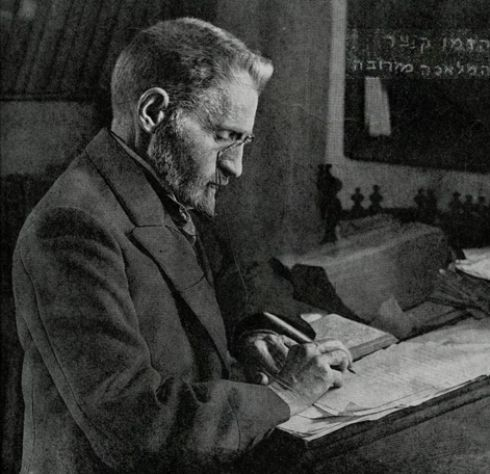
Eliezer Ben Yehuda

- Eleazar ben Azariah, rabbino giudeo
- Eleazaro ben Dinai, condottiero e ribelle ebreo
- Eleazaro di Simone, zelota ebraico
- Eleazar Ben Yair, condottiero zelota
- Lazaros Christodoulopoulos, calciatore greco
- Eleazario da Sabrano, cardinale italiano
- Lazarus Immanuel Fuchs, matematico tedesco
- Lazarius Levingston, giocatore di football americano statunitense
- Lazaro Mora, schermidore cubano
- Lazarus Muhoni, calciatore zimbabwese
- Lazaros Papadopoulos, cestista greco
- Lazaro Pina, bassista statunitense
- Lázár Szentes, calciatore e allenatore di calcio ungherese

## Il nome nelle arti
- Lazarus Ledd è un personaggio dell'omonima serie a fumetti creata da Ade Capone.
- Lazzaro Santandrea è un personaggio di vari romanzi noir di Andrea G. Pinketts.
- Lazzaro è una delle ultime opere teatrali scritte dal drammaturgo Luigi Pirandello.
- Eleazar è un personaggio della serie di romanzi e film Twilight, creata da Stephenie Meyer.
- Lazarus è il titolo del secondo singolo promozionale di Blackstar, l'ultimo album dell'icona britannica David Bowie.